# 星槎名古屋中学校
星槎名古屋中学校（せいさなごやちゅうがっこう）は、愛知県名古屋市中村区名駅南四丁目に所在する私立中学校。学びの多様化学校（2023年8月31日に「不登校特例校」を改称）に指定されている。

## 概要
星槎大学、星槎高等学校、星槎国際高等学校、星槎中学校、星槎もみじ中学校、ピーターパン幼稚園、青葉台幼稚園は系列校である。
名古屋市による「旧名古屋市立六反小学校を活用した不登校対応の私立中学校誘致事業提案競技」（プロポーザル方式）において、学校法人国際学園が最優秀提案者として選定されたことにより2012年（平成24年）4月に設立された。不登校の児童生徒を対象にしており、対象となる生徒は、専門のスクールカウンセラーのもと、カウンセリングや心理検査を受けることができる。

## 沿革
- 2012年（平成24年）4月 - 開校。
- 2022年 (令和4年)
  - 4月1日 - 運営法人が、学校法人国際学園から学校法人星槎に移行。
  - 開校10周年。

## 著名な出身者
- 高橋星名（フィギュアスケート選手）